# 陈儒 (唐朝)
陈儒（？—885年），唐朝末年军阀，882年-885年统治荆南，其中绝大多数时期是以节度使的身份。

## 家世
陈儒生年不详，是荆南军府江陵府人氏，祖上世代为牙右。
中和二年（882年），荆南节度使段彦谟和监军宦官朱敬玫敌对。朱敬玫挑选三千壮士，称之为忠勇军，自己统率。段彦谟愤怒了，决计杀朱敬玫。但六月，朱敬玫先发制人，攻杀段彦谟。他最初以江陵少尹李燧为留后。唐僖宗复任前荆南节度使郑绍业为荆南节度使，但郑绍业害怕朱敬玫，犹豫不去荆南履职。十二月，朱敬玫以陈儒知府事。三年（883年）二月，僖宗官方任陈儒为荆南留后，罢免郑绍业，九月又以陈儒为全权节度使、检校工部尚书，又进检校右仆射。

## 作为节度使
火门山盗贼郭禹投降陈儒，被署为裨校。
陈儒虽为朱敬玫所任，光启元年（885年）正月，他也以忠勇军暴横为患，决定采取行动。之前郑绍业为节度使时，曾遣大将申屠琮率兵五千对黄巢作战。这年申屠琮及其所部回到荆南，陈儒告知之，命他消灭忠勇军。忠勇军将程君之得知，试图率部逃奔朗州，申屠琮追击之，于路杀忠勇军百余人，余众溃散。此后，申屠琮短暂控制荆南军政，尽管陈儒仍然是节度使。
与此同时，荆南也面临已夺取朗州的雷满的持续劫掠，几次三番来攻城，陈儒送以厚礼，雷满才退去。陈儒决定邀已背叛淮南节度使高骈并分别夺取复州和岳州的将领张瑰、韩师德帮他对雷满作战。他请张瑰摄行军司马，韩师德摄节度副使，要他们攻打雷满。但韩师德进军到三峡地区，劫掠一番返回岳州；张瑰攻打江陵，迫使陈儒出逃。张瑰自称留后。先前广明二年（881年）黄巢农民大军攻占京城长安后，唐僖宗被迫逃到成都，此时尚未返回长安。陈儒想前往僖宗在成都的行在，张瑰派兵截住他，带回江陵囚禁。张瑰又因郭禹凶悍，欲杀之，郭禹出奔。

## 遭到囚杀
唐朝所任的奉国军节度使秦宗权已叛唐，自己称帝，同年闰三月派弟弟秦宗言率军攻荆南。九月，秦宗言军尚围江陵时，马步使赵匡计划救出陈儒复立之，被张瑰察觉。张瑰杀赵匡，不给陈儒食物，七天后，陈儒死。

## 延伸阅读
[在维基数据编辑]
 《新唐書·卷186》，出自《新唐書》